# Fucha (sockenhuvudort i Kina, Jiangxi Sheng, lat 25,54, long 115,43)
Fucha är en sockenhuvudort i Kina. Den ligger i provinsen Jiangxi, i den sydöstra delen av landet, omkring 350 kilometer söder om provinshuvudstaden Nanchang. Antalet invånare är 15 514. Befolkningen består av 7 824 kvinnor och 7 690 män. Barn under 15 år utgör 30 %, vuxna 15-64 år 62 %, och äldre över 65 år 6,0 %.
Runt Fucha är det ganska tätbefolkat, med 129 invånare per kvadratkilometer. Närmaste större samhälle är Tianxin, 17,5 km söder om Fucha. I omgivningarna runt Fucha växer huvudsakligen savannskog.
Genomsnittlig årsnederbörd är 1 895 millimeter. Den regnigaste månaden är maj, med i genomsnitt 339 mm nederbörd, och den torraste är oktober, med 17 mm nederbörd.